# Церква Святої Трійці (Неділище)
Церква Святої Трійці — втрачена сакральна споруда села Неділище в Ємільчинському районі Житомирської області.
Побудована за власні кошти князем Борисом Баратовим для прихожан села, які до цього відвідували церкву «Святої Параскеви» в сусідньому селі Рясне.
Зі слів старожилів села церкву Св. Трійці зруйнували в 30-і роки минулого століття місцеві комсомольці.
У фондах Житомирського обласного державного архіву зберігаються сповідальні відомості за 1913 рік та метричні книги за 1910—1915 рр..